# Leonardo Genoni
Leonardo Genoni (* 28. August 1987 in Semione) ist ein Schweizer Eishockeytorhüter, der seit der Saison 2019/20 beim EV Zug in der National League unter Vertrag steht.

## Karriere
Leonardo Genoni begann seine Karriere bei den GCK Lions und spielte für dessen Elite-A-Junioren bzw. für die Junioren der GCK Lions. In der Spielzeit 2003/04 gab er sowohl sein Debüt in der Nationalliga A für die ZSC Lions, als auch sein Nationalliga B-Debüt für den Partnerclub GCK Lions.
In den folgenden drei Spielzeiten wurde er entweder in der NLB bei den GCK Lions oder bei den ZSC Lions in der NLA eingesetzt. In der Saison 2006/07 absolvierte er ausserdem drei Spiele für die Schweizer U20-Nationalmannschaft in der NLB. Nachdem er für den HC Davos den Spengler Cup 2006 bestritten hatte, unterschrieb er im Januar 2007 einen Vertrag in Davos, wo Stammtorhüter Jonas Hiller vor seinem Abgang in die NHL stand. Beim HCD entwickelte er sich innerhalb einer Spielzeit zu einem soliden NLA-Torhüter und wurde dafür im Oktober 2008 mit der Auszeichnung zum «Newcomer des Jahres» belohnt.
Zur Saison 2016/17 wechselte Genoni zum SC Bern und wurde in seiner ersten Saison für die Bundesstädter als bester Torhüter der NLA-Qualifikation ausgezeichnet. Zudem holte er sich mit der Mannschaft den vierten Meistertitel, laut der Zeitung Der Bund war er dabei «die Lebensversicherung der Berner und das wichtigste Teil im Meisterpuzzle». Auch zum abermaligen Berner Meistertitel 2019 trug er erheblich bei, auch wenn er im letzten und entscheidenden Saisonspiel gegen seinen künftigen Arbeitgeber Zug auch Schwächen offenbarte. Bereits im August 2018 hatte Genoni einen ab der Saison 2019/20 geltenden Fünfjahresvertrag beim EV Zug unterschrieben.

### International
Leonardo Genoni wurde mehrfach in Nachwuchs-Nationalmannschaften der Schweiz eingesetzt. Sein erstes grosses Turnier absolvierte er 2004 bei der U18-Weltmeisterschaft der B-Gruppe, wo die Schweizer Junioren den Aufstieg in die A-Gruppe schafften. Ein Jahr später stand er sowohl bei der U18- als auch bei der U20-Weltmeisterschaft im Kader der Schweiz. Bei der U20-Weltmeisterschaft 2006 bildete er zusammen mit Reto Berra das Torhüterduo der Schweizer Nationalmannschaft. Er überzeugte zudem bei seinem Länderspieldebüt, das er am 8. November 2008 beim 1:0-Sieg über Deutschland bestritt, als er sogleich einen Shutout verzeichnen konnte.

## Erfolge und Auszeichnungen
- 2009 Schweizer Meister mit dem HC Davos
- 2011 Most Valuable Player der National League A
- 2011 Torhüter des Jahres der National League A
- 2011 Schweizer Meister mit dem HC Davos
- 2015 Schweizer Meister mit dem HC Davos
- 2015 Torhüter des Jahres der National League A
- 2017 Bester Torhüter der NLA-Qualifikation
- 2017 Schweizer Meister mit dem SC Bern
- 2019 Schweizer Meister mit dem SC Bern
- 2021 Schweizer Meister mit dem EV Zug
- 2022 Schweizer Meister mit dem EV Zug
- 2022 Jacques Plante Trophy für «Goaltender of the Year» der National League[10]

### International
- 2018 Silbermedaille bei der Weltmeisterschaft
- 2024 Silbermedaille bei der Weltmeisterschaft
- 2025 Silbermedaille bei der Weltmeisterschaft
- 2025 Geringster Gegentorschnitt und höchste Fangquote der Weltmeisterschaft
- 2025 Wertvollster Spieler der Weltmeisterschaft
- 2025 Bester Torhüter der Weltmeisterschaft
- 2025 All-Star-Team der Weltmeisterschaft

## Karrierestatistik
Stand: Ende der Saison 2021/22

### International
Vertrat die Schweiz bei:
| - U18-Junioren-Weltmeisterschaft der Division I 2004 - U18-Junioren-Weltmeisterschaft 2005 - U20-Junioren-Weltmeisterschaft 2006 - Weltmeisterschaft 2011 - Weltmeisterschaft 2014 - Weltmeisterschaft 2015 - Weltmeisterschaft 2017 - Olympischen Winterspielen 2018 | - Weltmeisterschaft 2018 - Weltmeisterschaft 2019 - Weltmeisterschaft 2021 - Olympischen Winterspielen 2022 - Weltmeisterschaft 2022 - Weltmeisterschaft 2023 - Weltmeisterschaft 2024 - Weltmeisterschaft 2025 |

(Legende zur Torhüterstatistik: GP oder Sp = Spiele insgesamt; W oder S = Siege; L oder N = Niederlagen; T oder U oder OT = Unentschieden oder Overtime- bzw. Shootout-Niederlage; Min. = Minuten; SOG oder SaT = Schüsse aufs Tor; GA oder GT = Gegentore; SO = Shutouts; GAA oder GTS = Gegentorschnitt; Sv% oder SVS% = Fangquote; EN = Empty Net Goal; 1 Play-downs/Relegation; Kursiv: Statistik nicht vollständig)